# 홍성 오관리 당간지주
홍성 오관리 당간지주(洪城 五官里 幢竿支柱)는 충청남도 홍성군 홍성읍 오관리에 있는 고려시대의 당간지주이다. 대한민국의 보물 제538호로 지정되어 있다.

## 개요
당간지주가 있는 일대는 고려시대의 광경사(廣慶寺)터로 알려져 있고 석탑 및 석불좌상 등이 함께 전한다. 높이가 4.8미터이고 고려 중기에 조성된 것으로 추정된다. 위로 오를수록 가늘어지고 윗쪽에 당간을 고정시키기 위한 홈이 파여 있으며 당간(깃대)은 남아있지 않다. 기둥의 바깥면에는 세로줄 문양이 양각되어 있고 기둥 머리부분은 둥글다. 두 지주 사이에는 당간을 세우는 대(臺)가 놓여있는데 중앙에 둥근 구멍 하나가 뚫려있다.

## 현지 안내문
당간지주란 당간(幢竿)을 지탱시키기 위해 세운 석조물이다. 당간은 절 앞에 세워 부처나 보살의 위엄과 공덕을 표시하고 사악(邪惡)한 것을 내쫓는 의미를 가진 당(幢)이라는 깃발을 다는 깃대이다.
이 당간지주의 마주보는 두 석조물 안쪽으로는 아무런 장식이 없지만 바깥쪽의 중앙부에는 반원으로 돌출된 두 줄의 돌대가 돋을새김 되었다. 바깥쪽 상단은 반원 모양으로 처리되었으며, 안쪽 상단에는 당간을 고정시키는 직사각형의 홈이 있다.
현재 당간지주가 위차하고 있는 주변은 고려시대의 광경사(廣慶寺)라 전하고 있다.

## 사진

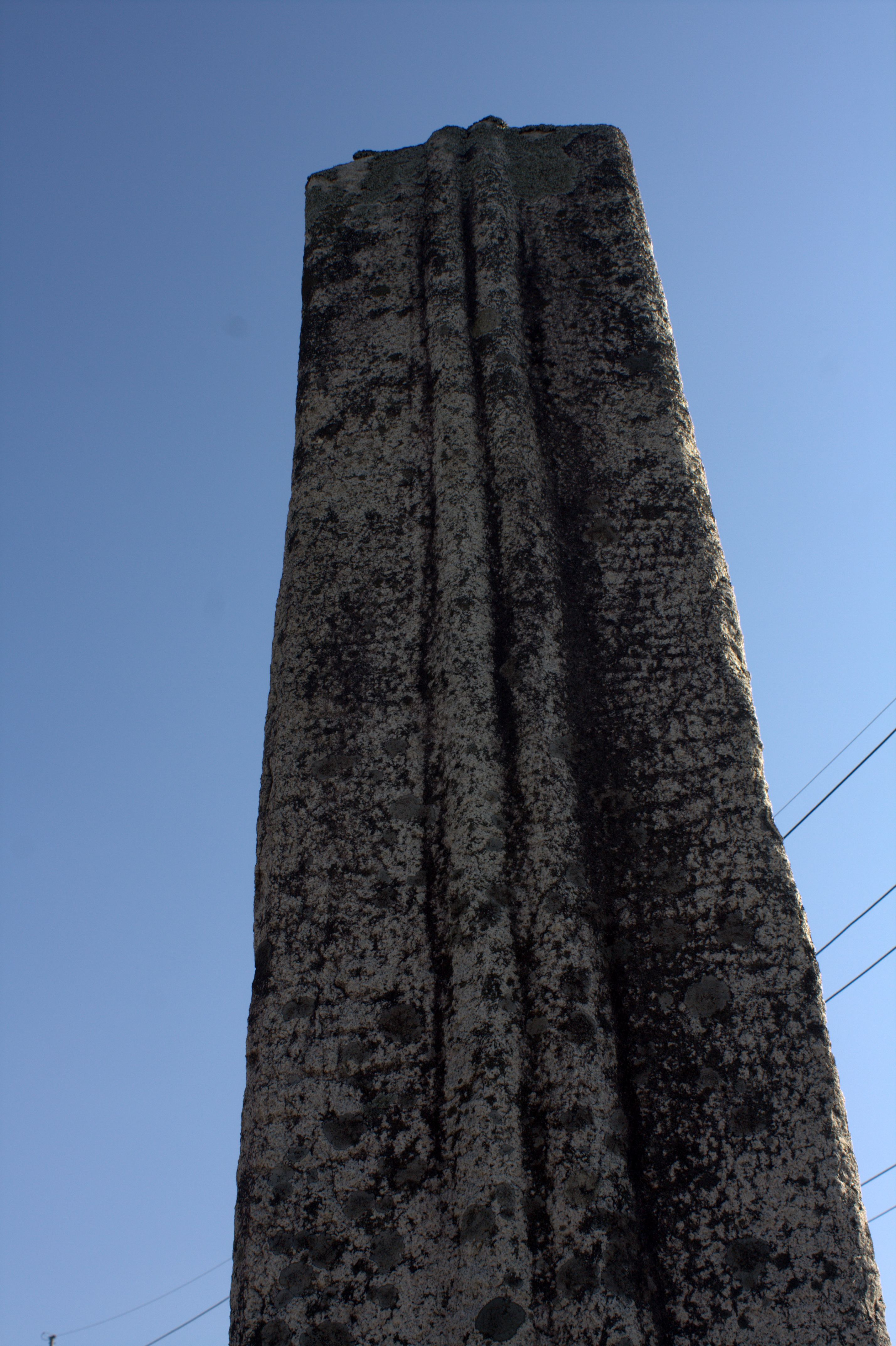
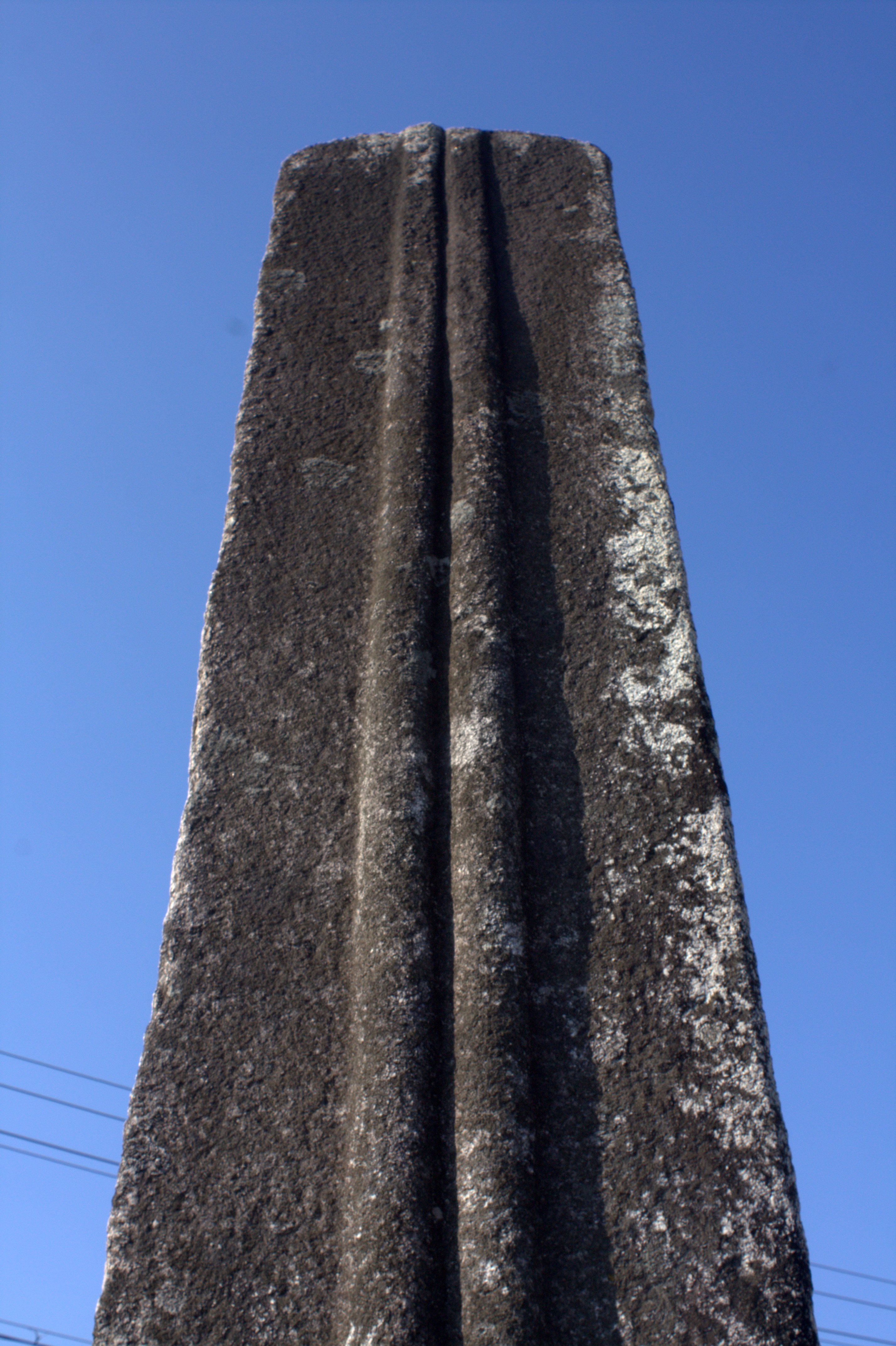
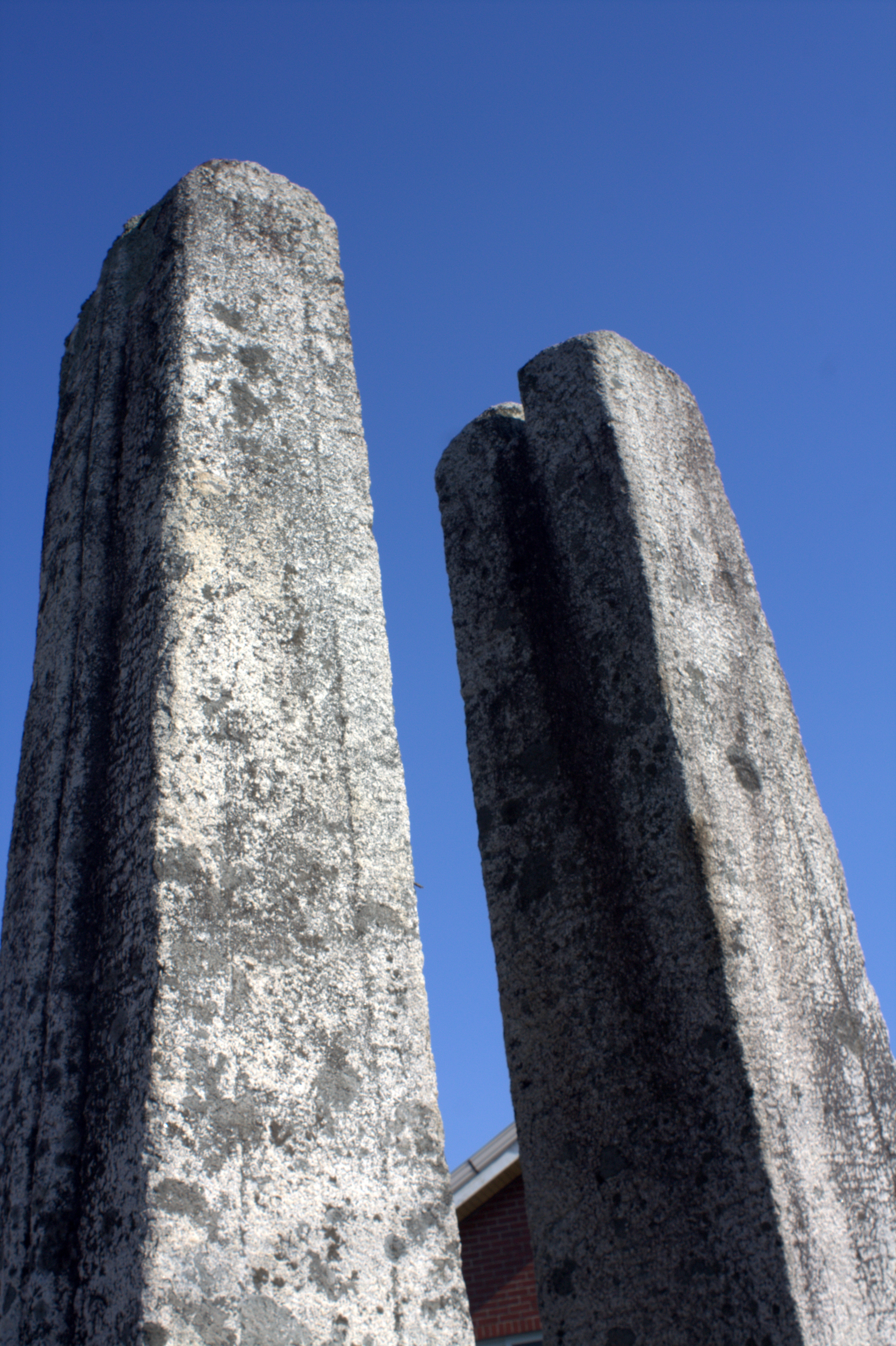
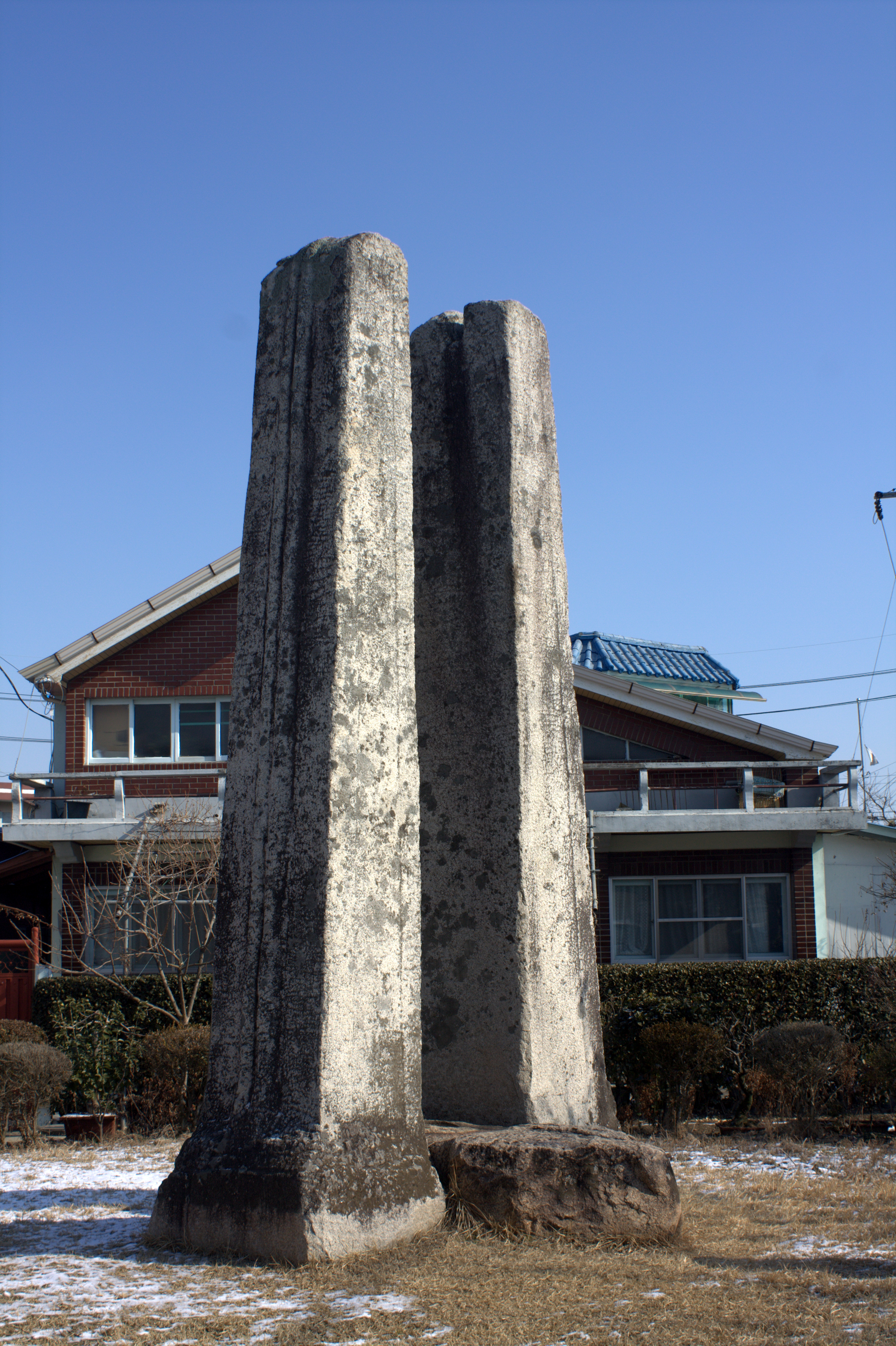
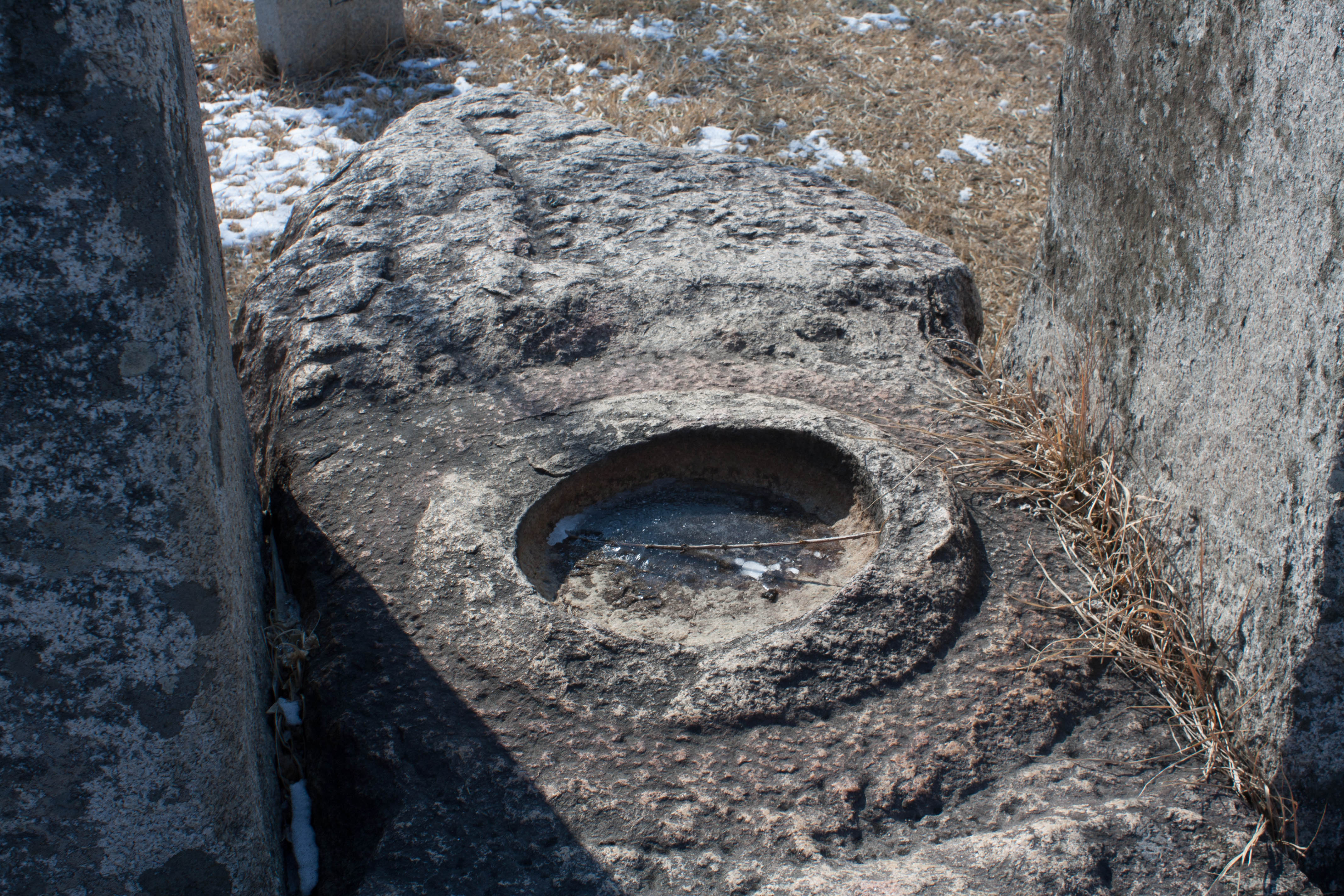

## 같이 보기
- 홍성 광경사지 삼층석탑 (충청남도 문화재자료 제159호)